# Anonychomyrma angusta
Anonychomyrma angusta é uma espécie de formiga do gênero Anonychomyrma.